# Zaakgelastigde

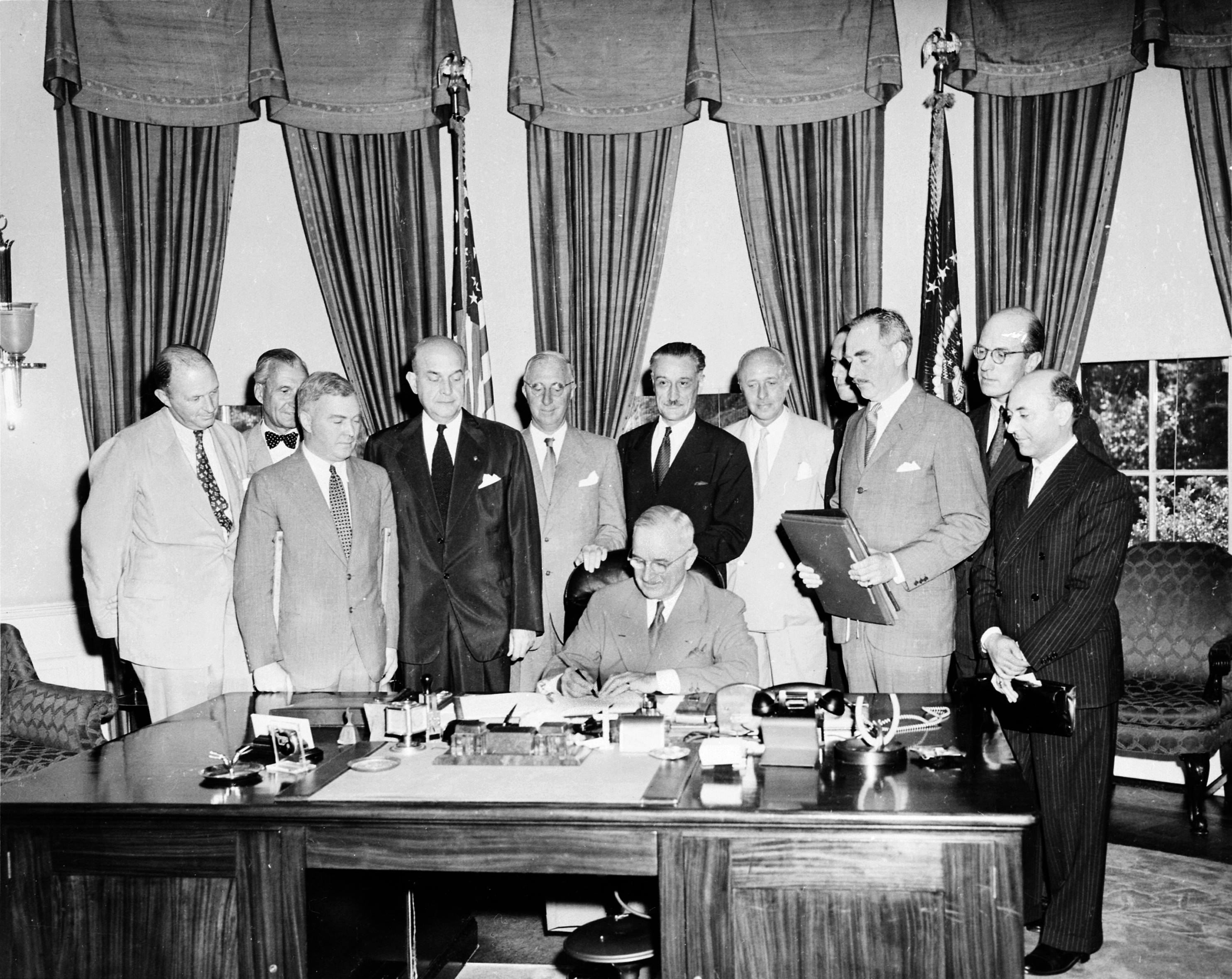
President Truman ondertekent het Noord-Atlantisch Verdrag. V.l.n.r.:
Frederick Millar, chargé d'affaires (Verenigd Koninkrijk)
Ambassadeur Henrik de Kauffmann (Denemarken)
W. D. Matthews, chargé d'affaires (Canada)
Minister van Defensie Louis A. Johnson
Ambassadeur Wilhelm von Munthe af Morgenstierne (Noorwegen)
Ambassadeur Henri Bonnet (Frankrijk)
Ambassadeur Pedro Theotonio Pereira (Portugal)
Ministers van Buitenlandse Zaken Dean Acheson
Jonkheer Otto Reuchlin, chargé d'affaires (Nederland)
Mario Lucielli, chargé d'affaires (Italië)

Een zaakgelastigde (Frans: chargé d’affaires) is een diplomaat die, in afwezigheid van een ambassadeur of gezant een diplomatieke missie leidt.
Een zaakgelastigde valt net als een andere geaccrediteerde diplomaat onder de in het Verdrag van Wenen inzake diplomatiek verkeer (of: "de diplomatieke betrekkingen") uit 1964 en het Verdrag van Wenen inzake de consulaire relaties uit 1963 vastgelegde regels voor diplomatieke onschendbaarheid.
In de diplomatie zijn er twee soorten zaakgelastigden: (1) tijdelijk; (2) en pied of à titre, permanent hoofd van een 'derderangs' diplomatieke missie, na ambassade en gezantschap. 
Wanneer een ambassadeur na voltooiing van zijn/haar missie definitief vertrekt, gaat hij doorgaans op afscheidsaudiëntie bij het staatshoofd van het ontvangend land en wordt ook middels een afscheidsbrief aan andere ambassadeurs van het corps diplomatique bekendgemaakt wie zijn/haar opvolger wordt of wie in afwachting daarop tijdelijk als zaakgelastigde ad interim zal optreden.